# Anders Åberg

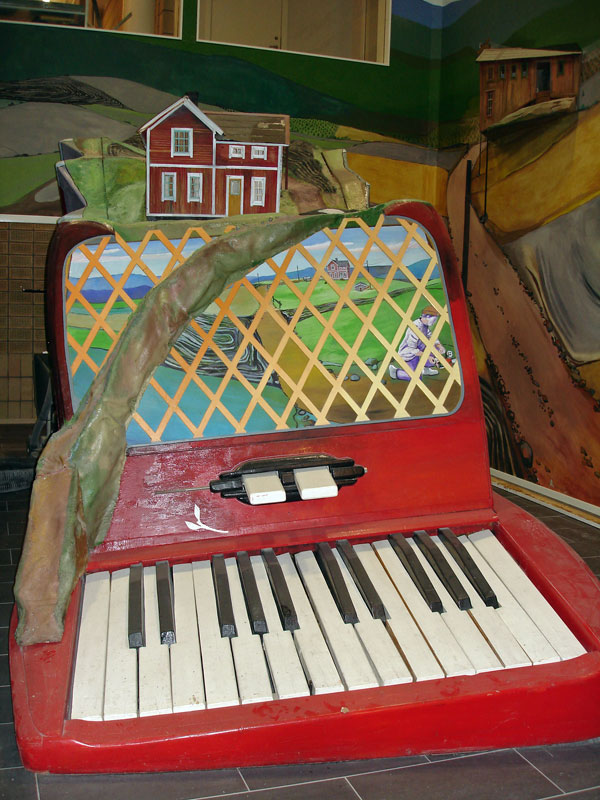
Del av Anders Åbergs utsmyckning på Skogshögskolan i Umeå, föreställande ett jättelikt dragspel: "Hyllning till alla dragspelarna som befolkar våra skogar". Inuti dragspelet finns ett rum med en dikt om skogsångest av Bengt Carlsson.

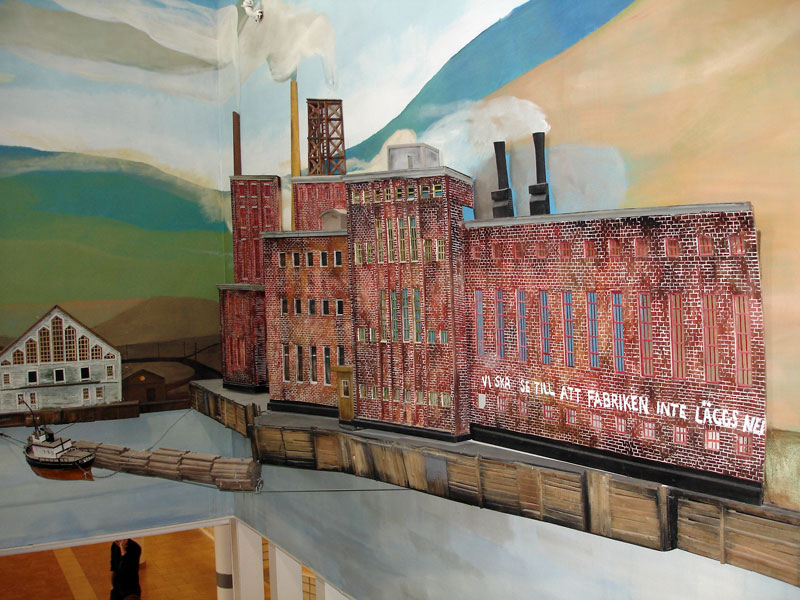
En annan del av Anders Åbergs utsmyckning på Skogshögskolan, föreställande den sedermera nedlagda sulfitfabriken i Hörnefors.

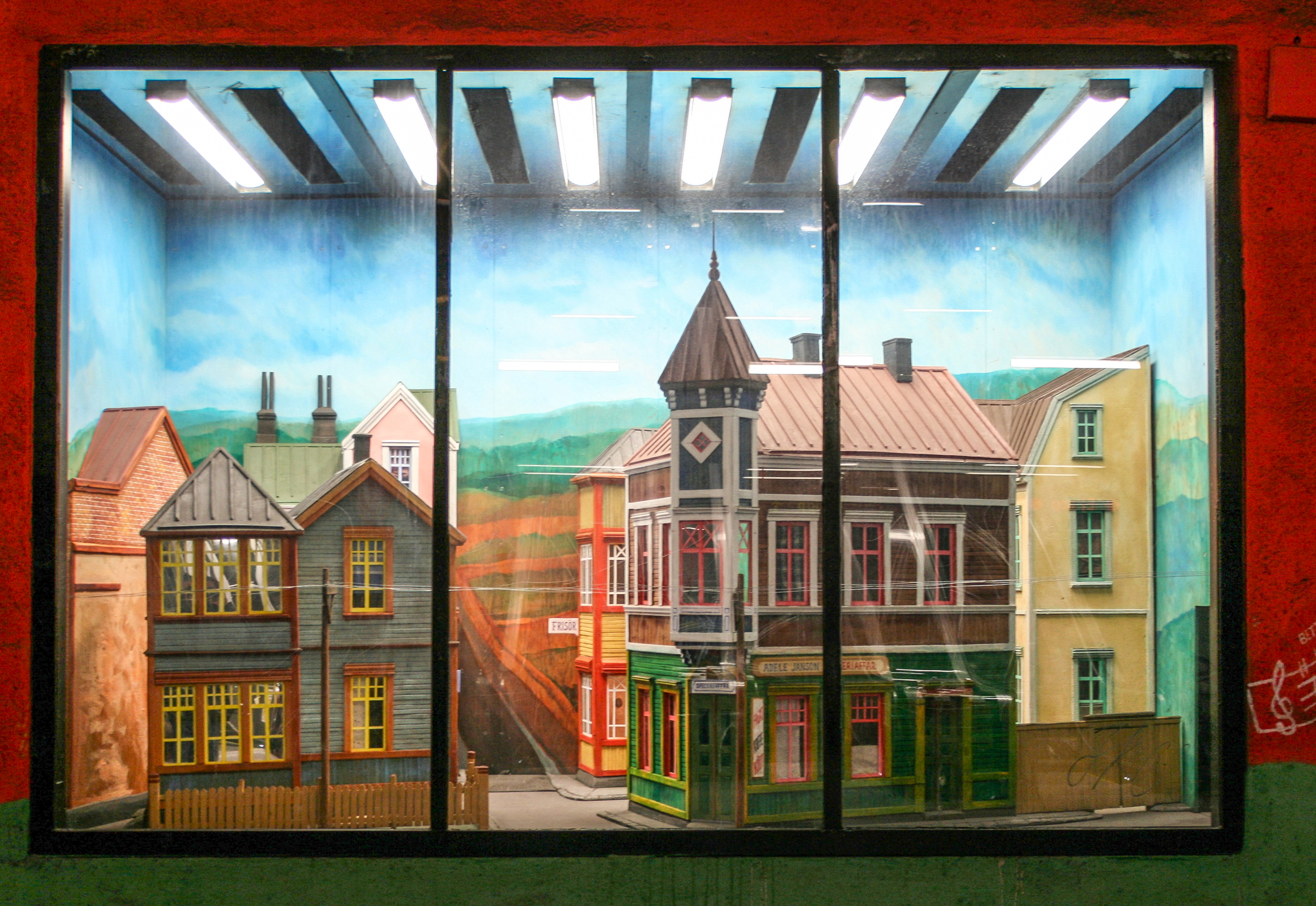
En detalj ur Åbergs utsmyckning av Solna centrums tunnelbanestation.

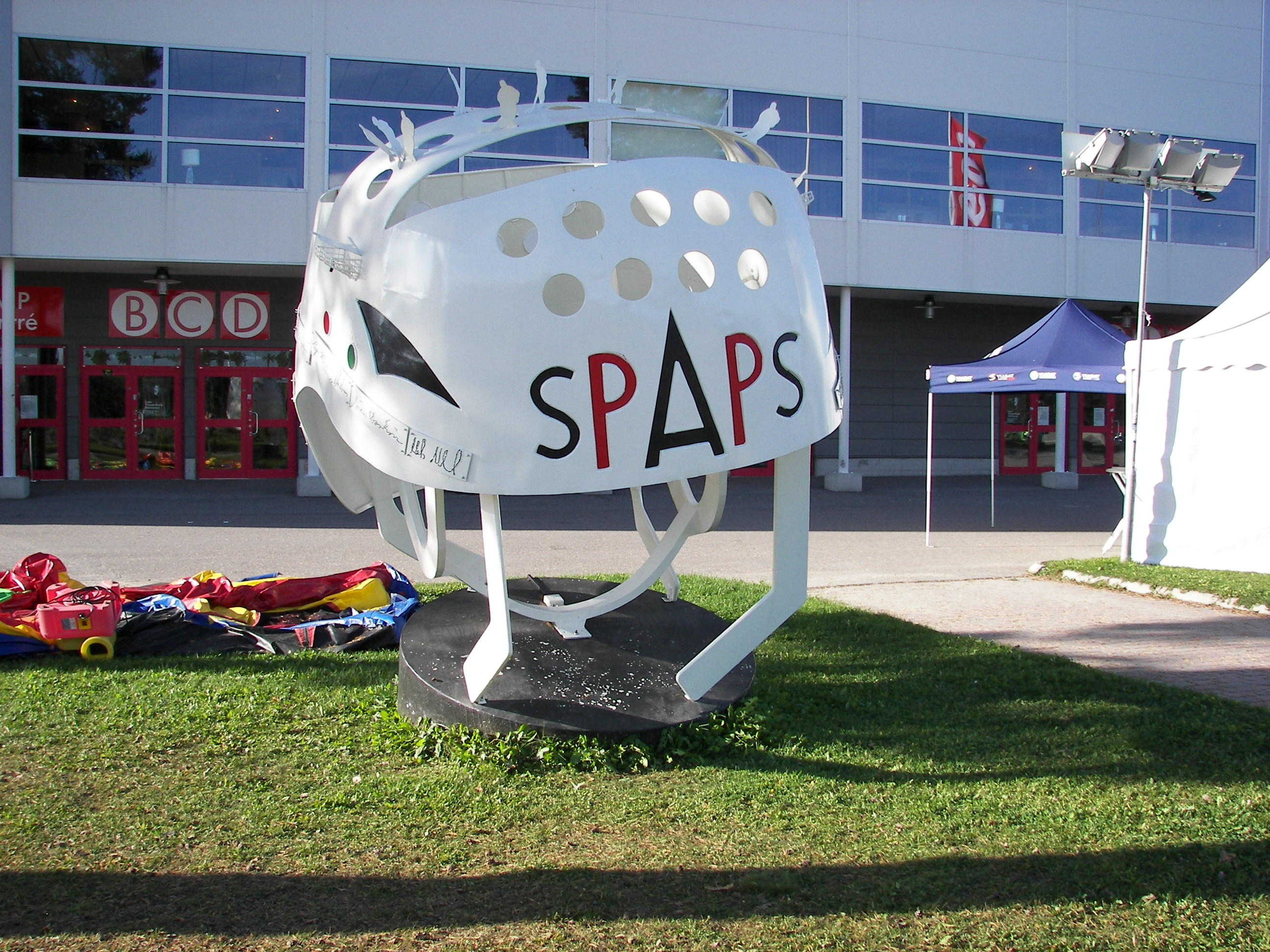
Spapshjälmen som den är placerad utanför arenan där Timrå IK spelar sina hemmamatcher i Timrå kommun.

Per Anders Åberg, född 16 april 1945 i Stockholm, död 23 januari 2018 i Nordingrå, var en svensk skulptör, målare och tecknare. Anders Åberg är bland annat känd för sina träskulpturer av landsbygdshus, ofta i form av modeller.

## Biografi
Anders Åberg var son till konstnären Pelle Åberg, som efter inbjudan från konstnärskollegan Olle Nordberg på 1940-talet började tillbringa somrarna tillsammans med familjen i Nordingrå..
Anders Åberg var bosatt i Häggvik i Nordingrå, där han tillsammans med makan Barbro från 1980 byggde upp friluftsmuseet Mannaminne med ett sjuttiotal byggnader. Där finns bland annat en ungersk bondgård, ett estniskt hus och en norsk stavkyrka. Det finns också en konsthall och specialmuseer för teknik, jordbruk och fiske. 
Åberg är representerad vid bland annat Nationalmuseum i Stockholm, Västerås konstmuseum och Göteborgs konstmuseum. Han har även gjort konstutsmyckningen i Stockholms tunnelbana i Solna centrum.
År 2019 kom Solveig Nordlunds dokumentärfilm, Mannaminne, som sändes i SVT, om Anders Åbergs liv och livsverk.

## Offentliga verk i urval
- 1973 – Formgivare av vandringsutställningen Land du välsignade, producerad av Riksutställningar.
- 1975, 1992 – Utformning av Solna centrums tunnelbanestation, Stockholms tunnelbana, målningar och träskulpturer
- 1979 – Träskulpturer och målningar, Skogshögskolan i Umeå
- 1996 – Spapshjälmen, en jättehjälm i järn tio gånger större än en vanlig SPAPS-hjälm, utanför Isstadion (NHC Arena) i Timrå.
- 2003 – Spelglädje, rondellen vid Statoil/Riksväg 84 i Ljusdal[8]
- 2008 – En bättre värld, trä, väggskulptur i Kempesalen på Härnösands folkhögskola[9]
- 2016 – Vakna Stockholm!, Åbergs Ateljé i Nacka, tillsammans med serietecknaren Mats Jonsson[10]
- Pelare med husmodeller i trä, terminal 4 på Arlanda flygplats
- Flygplanet, Sky City, Arlanda flygplats
- Sigtuna, Relief i Terminal 5, Arlanda flygplats
- Radiohuset, Stockholm
- Lärarnas hus, Stockholm
- Akademiska sjukhuset, Uppsala
- 1980-2018 Mannaminne , Nordingrå
- Höga Kustenskolan, Herrskog, Kramfors
- Nordingråskolan, Nordingrå, Kramfors
- Arbrå skola
- Kommunhuset i Ljusdal
- Yttre Ursviksskolan, Skellefteå
- Bollstaskolan, Bollstabruk
- Wargentinskolan, Östersund
- Kommunhuset i Lycksele
- Utsmyckning i Sundsvalls sjukhus